# Hemigraphis confinis
Hemigraphis confinis är en akantusväxtart som beskrevs av T. Anders.. Hemigraphis confinis ingår i släktet Hemigraphis och familjen akantusväxter. Inga underarter finns listade i Catalogue of Life.